# Krótka histeria czasu
Krótka histeria czasu – polski film komediowy z 2006 roku w reżyserii Dominika Matwiejczyka. Film kręcono od listopada do grudnia 2005 we Wrocławiu.

## Fabuła
Tomek jest studentem fizyki. Zakochuje się w dziewczynie kolegi z roku. Jest nią Julia. Szansa zdobycia wymarzonej kobiety wydaje się niewielka, jednak zakochanemu studentowi spieszą z pomocą zaskakujące wydarzenia, które niekoniecznie będą miały dobre skutki w innych sprawach.

## Obsada
- Mateusz Damięcki – Tomek
- Kamilla Baar – Julia
- Lucyna Piwowarska-Dmytrów – Marta
- Krzysztof Zych – Jarek
- Małgorzata Foremniak – mama Marty
- Marek Probosz – profesor Wolański
- Wojciech Mecwaldowski – Andrzej Dawid
- Bodo Kox
- Radek Fijołek
- Dawid Antkowiak
- Krzysztof Boczkowski
- Marcin Chabowski
- Dorota Abbe
- Monika Gabrynowicz
- Adam Dzidowski
- Wojciech Łagiewski
- Mieczysław Gabrynowicz